# Erste Französische Republik
Die Erste Französische Republik (französisch Première République française) wurde während der Französischen Revolution am 22. September 1792 ausgerufen, dem Tag nach der Kanonade bei Valmy im Ersten Koalitionskrieg. Während der Zeit ihres Bestehens lassen sich drei Formen des Staatsaufbaus und des politischen Systems unterscheiden: Am Anfang stand die Herrschaft des Nationalkonvents bis 1795, ihm folgte die Direktoriumsverfassung und ab 1799 galt die Konsulatsverfassung. Damit endete die Republik de facto mit dem Staatsstreich am 18. Brumaire VIII (9. November 1799), dem darauffolgenden Erlass der neuen Verfassung und der Ernennung Napoleon Bonapartes zum Ersten Konsul; formell ging sie 1804 mit der Krönung Bonapartes zum Kaiser Napoléon und der Errichtung des Ersten Kaiserreichs zu Ende. Gemeinhin wird die Republik Frankreich genannt.

## Übergang zur Republik
Das faktische Ende des Königtums war der 10. August 1792, als Ludwig XVI. sich und seine Familie unter den Schutz der Gesetzgebenden Nationalversammlung stellte. Die königliche Familie wurde dann im Temple gefangen gehalten. Statt der auf der Basis der konstitutionellen Monarchie stehenden Legislative hatte insbesondere Maximilien de Robespierre die Wahl eines Nationalkonvents auf der Basis eines breiten Wahlrechts zur Beratung einer republikanischen Versammlung durchgesetzt. Bis zur Wahl des Konvents bestand die Legislative zwar weiter, die politische Macht verlagerte sich allerdings auf den Generalrat der Pariser Kommune mit 288 Mitgliedern. Dessen provisorischem Exekutivausschuss stand Georges Danton als Justizminister und de facto als Regierungschef vor. In diese Zeit fällt mit dem Septembermassaker in den Pariser Gefängnissen der Kampf gegen die vermuteten inneren Feinde.

## Nationalkonvent

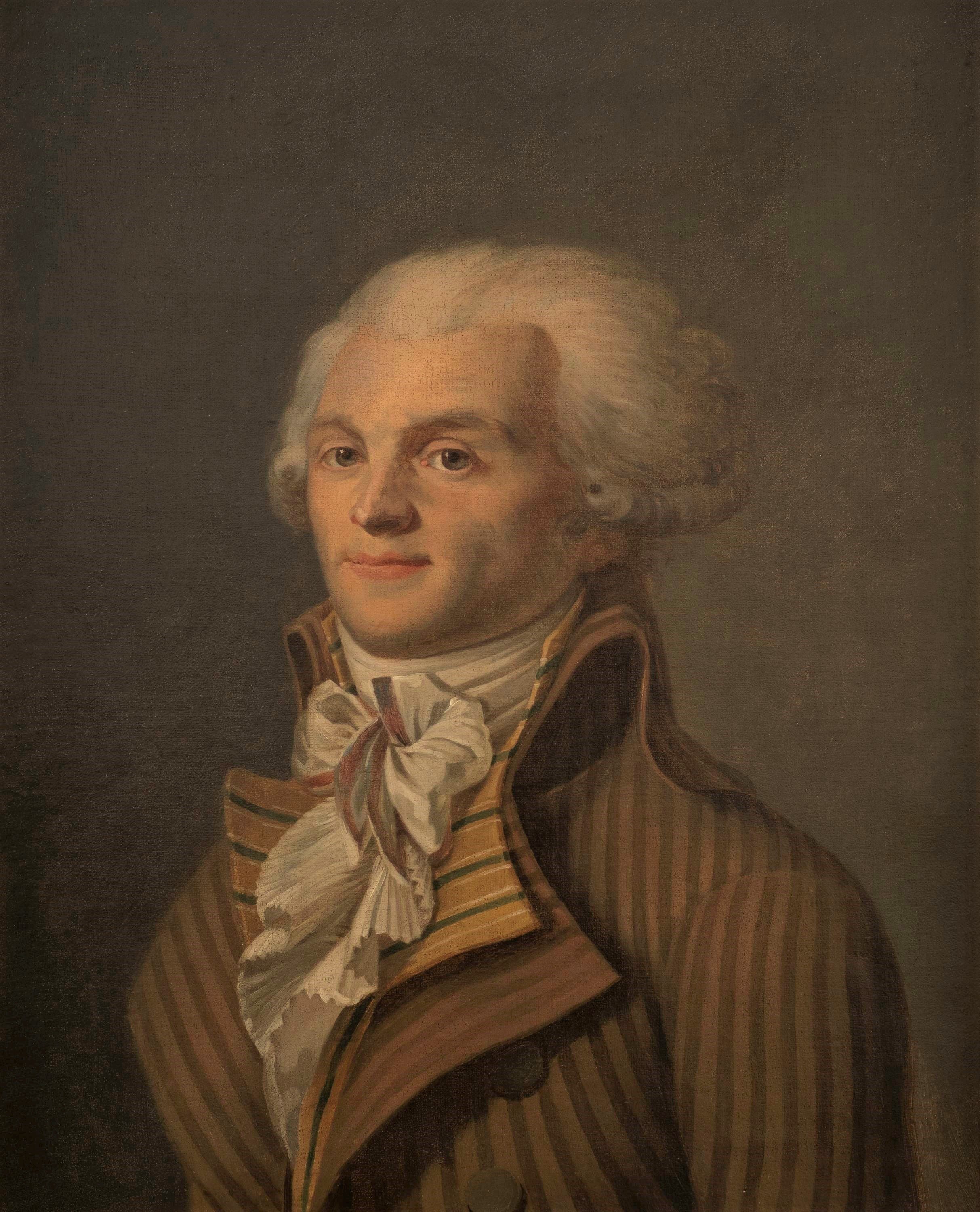
Anonymes Porträt von M. de Robespierre, um 1793, Musée Carnavalet

Der Nationalkonvent wurde nach dem allgemeinen Männerwahlrecht gewählt. Er trat am 20. September 1792 erstmals zusammen und schaffte bereits einen Tag später das Königtum ab. Der Konvent hatte 754 Abgeordnete, hinzu kamen 28 Vertreter der Kolonien. Die Gemäßigten waren die Girondisten, die Radikalen waren der linke Flügel der Jakobiner („Der Berg“) um Danton und Robespierre. Dazwischen gab es eine Gruppe Unabhängiger („Der Sumpf“). Gleich bei seiner ersten öffentlichen Sitzung beschloss der Konvent am 21. September 1792 auf Antrag Jean-Marie Collot d’Herbois’ einstimmig die Abschaffung der Monarchie. Einen Tag später stimmte er dem Antrag Jacques Nicolas Billaud-Varennes zu, dass alle Urkunden der Republik mit dem Jahr I der Republik zu datieren waren. Dieser Tag gilt als der erste des 1793 eingeführten Revolutionskalenders.
Im Zentrum der Beratungen stand eine neue republikanische Verfassung, die zwar fertig wurde, aber nie in Kraft trat. Diesen Akt hatte man bis zum Ende des Ersten Koalitionskrieges verschoben. Daher blieb auch der Konvent im Amt.
Die Regierung war provisorisch. Es gab einen vorläufigen Exekutivrat aus Ministern, die aber nur Ausführungsorgane des Konvents waren, der für die einzelnen Politikbereiche Ausschüsse einsetzte. Damit waren legislative und exekutive Gewalt weitgehend verschmolzen. Seit April 1793 wurde der Exekutivrat faktisch vom Wohlfahrtsausschuss abgelöst. Führend war dort bis Juli 1793 Danton und anschließend Robespierre. Die folgende Periode wird als Schreckensherrschaft bezeichnet und war innenpolitisch geprägt von der Verfolgung und Tötung tatsächlicher oder vermeintlicher Feinde der Republik. Diese Phase endete spätestens mit der Exekution Robespierres am 27. Juli 1794. Gestürzt wurden er und seine Anhänger von den so genannten Thermidorianern. An den staatlichen Strukturen änderte sich zunächst nichts und auch der Nationalkonvent blieb bestehen. Im Inneren war die Zeit geprägt von Gegenbewegungen gegen die Jakobiner (Weißer Terror) und bürgerkriegsartigen Auseinandersetzungen unter anderem mit Anhängern der Monarchie (Aufstand der Vendée). Gegen die verschlechterte Wirtschaftslage kam es im Frühjahr 1795 zu Aufständen in Paris, die vom Militär niedergeschlagen wurden.

## Direktorium

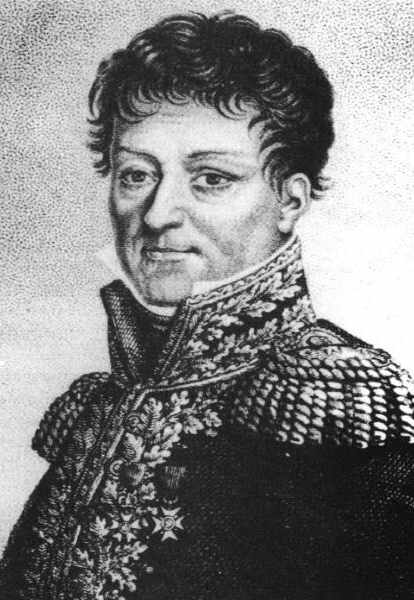
Lazare Carnot

Als Reaktion auf die unsichere politische Lage sowie gegen eine staatliche Diktatur und die radikale Demokratie gerichtet, verabschiedete der Konvent die Direktoriumsverfassung. Diese bedeutete in vielem eine Rückkehr zur Verfassung von 1791. Das Wahlrecht wurde wieder eingeschränkt und wie bei der Wahl zur Konstituante an eine bestimmte Steuerleistung gebunden, eine Ausnahme bestand nur bei den Soldaten. Allerdings durften immerhin 5 Millionen von 7 Millionen männlichen Erwachsenen wählen. Damit wurden vor allem die ländlichen und städtischen Unterschichten von den Wahlen ausgeschlossen. Vom Wahlrecht machten bei den Abstimmungen allerdings nur ein Fünftel der potentiellen Wähler Gebrauch. Die Wählbarkeit hingegen war dagegen an ein so hohes Steueraufkommen gebunden, dass diese auf eine schmale Schicht von Wohlhabenden beschränkt blieb.
Die Legislative bestand aus zwei Kammern. Die erste war der „Rat der Alten“ mit 250 Mitgliedern. Diese mussten mindestens vierzig Jahre alt sowie verheiratet oder verwitwet sein. Die zweite war der Rat der 500 (Conseil de Cinq Cents). Deren Mitglieder mussten mindestens 30 Jahre alt sein. Ein Drittel der Kammern wurde jährlich erneuert.
Die Exekutive bestand aus den fünf Direktoren. Diese wurde vom Rat der Alten auf Vorschlag des Rates der 500 gewählt. Die Direktoren blieben fünf Jahre im Amt. Dabei sollte jedes Jahr einer der Direktoren neu gewählt werden. Der Vorsitz im Direktorium wechselte alle drei Monate.
Die Verfassung trat Ende 1795 in Kraft. Die wichtigsten Politiker waren Carnot und später Paul de Barras. Vor allem seit 1797 nahm der Einfluss der Exekutive gegenüber der Legislative deutlich zu. Zur Absicherung des Status quo dienten nicht zuletzt Wahlmanipulationen.

## Konsulat

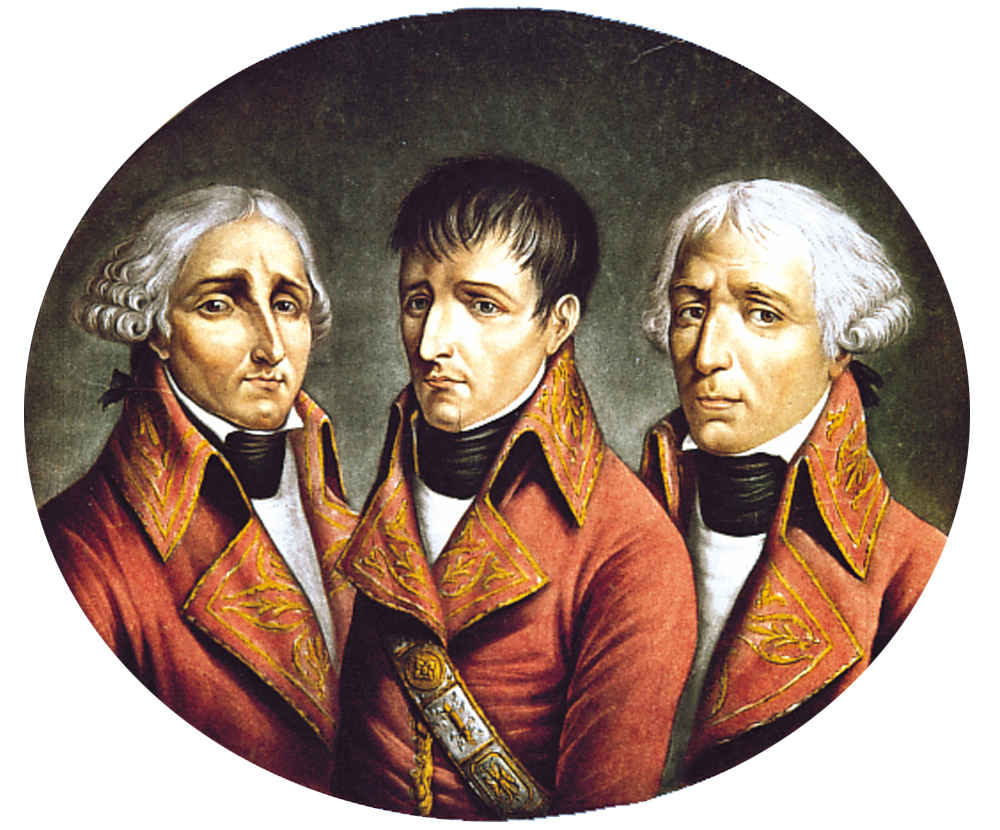
Die drei Konsule: Jean-Jacques Régis de Cambacérès, Napoléon Bonaparte und Charles-François Lebrun

In die Krise geriet das System durch die Bildung der Zweiten Koalition. Von neojakobinisch eingestellten Abgeordneten der beiden Kammern ging daraufhin erheblicher politischer Druck aus, der im Mai und Juni zum Rücktritt von vier der fünf Direktoren führte. An die Stelle traten Emmanuel Joseph Sieyès und drei neojakobinische Direktoren. Für Sieyès war dies allerdings nur eine Übergangslösung, zu einer wirklichen Umgestaltung der Verfassung brauchte er die Unterstützung durch das Militär. Nach verschiedenen Verhandlungen mit anderen Militärs entschied er sich nach dem begeisterten Empfang von Napoleon Bonaparte nach der ägyptischen Expedition für diesen. Am 9. und 10. November 1799 kam es zum Staatsstreich des 18. Brumaire VIII, der mit einem bevorstehenden Aufstand der Jakobiner gerechtfertigt wurde.
Nach der neuen Verfassung vom 25. Dezember 1799 wurde der erste Konsul für zehn Jahre gewählt und hatte weitreichende Vollmachten. Neben Bonaparte als erstem Konsul hatten Jean-Jacques Régis de Cambacérès und Charles-François Lebrun nur beratende Funktionen. So lag das Recht zur Gesetzesinitiative beim ersten Konsul, er ernannte die Minister und die weiteren hohen Staatsbeamten. Eine starke Rolle spielte auch der Senat, der die Verfassungsgerichtsbarkeit ausübte und zahlreiche Ämter besetzte. Die Legislative bestand aus dem Tribunat mit 100 Mitgliedern und dem corps legislatif (gesetzgebende Körperschaft) mit 300 Mitgliedern. Während das Tribunat das Recht zur Gesetzesberatung aber nicht zur Abstimmung hatte, war die gesetzgebende Körperschaft nicht befugt zu debattieren, sondern konnte nur noch abstimmen. Die Mitglieder beider Kammern wurden im Übrigen nicht gewählt, sondern vom Senat ernannt. Eine Volksabstimmung ergab die Zustimmung der Bürger zur neuen Verfassung. Im Tribunat gab es anfangs noch zahlreiche Kritiker Bonapartes, später wurden diese durch willfährige Mitglieder ersetzt. Auch die Rechte des Tribunats selbst wurden immer mehr begrenzt. Die innen- und außenpolitischen Erfolge ermöglichten es Bonaparte, gestützt auf eine Volksabstimmung, sich am 2. August 1802 zum Konsul auf Lebenszeit erklären zu lassen. Mit der Krönung Bonapartes zum Kaiser der Franzosen Napoléon I. am 2. Dezember 1804 war die Erste Republik beendet.

## Führende Köpfe der Republik
Die Verfassung der Republik sah kein formelles Oberhaupt des Staates vor und auch keinen Regierungschef.
Es ließe sich diskutieren, ob das Staatsoberhaupt völkerrechtlich der Präsident der Nationalversammlung gewesen wäre. Dieser wechselte aber in einem Zweiwochenturnus und war deshalb nicht prägend.
Folgende Liste orientiert sich an den tatsächlichen Machtpositionen innerhalb der Exekutive:
| Name                             | Regierungszeit                       | Funktion                               | Politische Richtung                      | Grund der Beendigung                       |
| -------------------------------- | ------------------------------------ | -------------------------------------- | ---------------------------------------- | ------------------------------------------ |
| Erste Französische Republik      |                                      |                                        |                                          |                                            |
| Georges Danton                   | 10. August 1792 – 9. Oktober 1792    | Justizminister                         | Cordeliers                               | Rücktritt wegen Wahl in den Konvent        |
| Jean-Marie Roland de la Platière | 9. Oktober 1792 – 23. Januar 1793    | Innenminister                          | Gironde                                  | Geldschrankaffäre                          |
| Étienne Clavière                 | 23. Januar 1793 – 2. Juni 1793       | Finanzminister                         | Gironde                                  | Aufstand der Pariser Sansculotten          |
| Georges Danton                   | 2. Juni 1793 – 10. Juli 1793         | Vorsitzender des Wohlfahrtsausschusses | Cordeliers, dann zu den Indulgenten      | Nicht wiedergewählt                        |
| Maximilien de Robespierre        | 27. Juli 1793 – 27. Juli 1794        | Vorsitzender des Wohlfahrtsausschusses | Jakobiner                                | Thermidor                                  |
| Lazare Nicolas Marguerite Carnot | 27. Juli 1794 – 6. Oktober 1794      | Mitglied des Wohlfahrtsausschusses     | Anfangs Thermidorianer, später Maraisard | Herausgewählt                              |
| Jean-Jacques Régis de Cambacérès | 7. Oktober 1794 – 7. November 1794   | Mitglied des Wohlfahrtsausschusses     | Anfangs Thermidorianer, später Maraisard | Herausgewählt                              |
| Lazare Nicolas Marguerite Carnot | 8. November 1794 – 3. März 1795      | Mitglied des Wohlfahrtsausschusses     | Maraisard                                | Herausgewählt                              |
| Jean-Jacques Régis de Cambacérès | 4. März 1795 – 1. November 1795      | Mitglied des Wohlfahrtsausschusses     | Maraisard                                | Auflösung des Ausschusses, neue Verfassung |
| Lazare Nicolas Marguerite Carnot | 2. November 1795 – 4. September 1797 | Direktor des Direktoriums              | Maraisard                                | Staatsstreich des 18. Fructidor V          |
| Paul de Barras                   | 4. September 1797 – 18. Juni 1799    | Direktor des Direktoriums              | Thermidorianer                           | Staatsstreich des 30. Prairial VII         |
| Emmanuel Joseph Sieyès           | 18. Juni 1799 – 9. November 1799     | Direktor des Direktoriums              |                                          | Staatsstreich des 18. Brumaire VIII        |
| Napoleon Bonaparte               | 9. November 1799 – 2. Dezember 1804  | Erster Konsul                          | Bonapartist                              | Krönung zum Kaiser                         |